# Niederwald von Groß-Gerau
Der Niederwald von Groß-Gerau ist ein Naturschutzgebiet im Kreis Groß-Gerau (NSG-Kennung 1433022). Es umfasst einen etwa 69,5 Hektar großen Waldbestand östlich von Nauheim und nördlich von Groß-Gerau im Kreis Groß-Gerau in Hessen.

## Gebietsbeschreibung
Das Naturschutzgebiet umfasst den westlichen  Teil des als Niederwaldpark bezeichneten Waldgebietes im Norden der Gemarkung Groß-Gerau. Das Naturschutzgebiet grenzt im Westen auf einer Länge von etwa eineinhalb Kilometer bei durchschnittlich 300 Meter Breite an die Bundesautobahn 67. Ein kleiner Zipfel im Norden reicht über den Hegbach in die Gemarkung Nauheim. Der Apfelbach, der jenseits der Autobahn in den Hegbachsee mündet, teilt das Schutzgebiet auf seinem Lauf von Osten nach Westen ungefähr mittig. Kurz vor der Mündung läuft dem Apfelbach von Süden in spitzem Winkel der Dohlgraben zu. Beiderseits dieses Dohlgrabens erweitert sich der unter Naturschutz stehende Waldstreifen nach Osten um einen annähernd quadratischen Schlag von etwa 500 Meter Seitenlänge, begrenzt durch Parfinkehorstschneise, Krämersschneise und Breitenbruchschneise.

## Schutzzweck
Zweck der Unterschutzstellung ist es, die innerhalb der Untermainebene gelegenen feuchtigkeitsliebenden Laubwaldgesellschaften aus Sternmieren-Eichen-Hainbuchenwald, Schwarzerlen-Eschen-Auwald, Schwarzerlen-Sumpfwald und Eichen-Ulmen-Auwald, mit Wasserpflanzengesellschaften und Röhrichtbeständen für die in diesem Gebiet lebenden seltenen und gefährdeten Pflanzen- und Tierarten, vor allem Vogel- und Insektenarten, darunter eine besonders hohe Anzahl gefährdeter Totholzkäfer, zu erhalten und vor Beeinträchtigungen zu schützen. Schutz- und Pflegeziel ist es, die naturnahen Waldbestände weiterzuentwickeln, Maßnahmen zur Verbesserung des Geländewasserhaushaltes der ursprünglich feuchten bis nassen Standorte herbeizuführen und eine den ökologischen Voraussetzungen angepasste Wilddichte herzustellen.